# Liste der Mitglieder der American Academy of Arts and Sciences/1951
Im Jahr 1951 wählte die American Academy of Arts and Sciences 56 Personen zu ihren Mitgliedern.

## Neu gewählte Mitglieder
- William Phelps Allis (1901–1999)
- Roger Nash Baldwin (1884–1981)
- Stefan Bergman (1895–1977)
- Leonard Bernstein (1918–1990)
- Gregory Breit (1899–1981)
- Harvey Brooks (1915–2004)
- Dirk Brouwer (1902–1966)
- Ralph Johnson Bunche (1904–1971)
- Robert Hugh Cole (1914–1990)
- Elizabeth Penn Sprague Coolidge (1864–1953)
- Aaron Copland (1900–1990)
- Everette Lee DeGolyer (1886–1956)
- James Frederic Dewhurst (1895–1967)
- John Dollard (1900–1980)
- Paul Mead Doty (1920–2011)
- William Maurice Ewing (1906–1974)
- Douglas Southall Freeman (1886–1953)
- Clinton Strong Golden (1888–1961)
- Crawford Hallock Greenewalt (1902–1993)
- Alfred Whitney Griswold (1906–1963)
- Charles Robert Harington (1897–1972)
- Caryl Parker Haskins (1908–2001)
- Philip Showalter Hench (1896–1965)
- Cyril Norman Hinshelwood (1897–1967)
- William Vermillion Houston (1900–1968)
- Edward Calvin Kendall (1886–1972)
- Paul Felix Lazarsfeld (1901–1976)
- Philippe Emmanuel Le Corbeiller (1891–1980)
- Chia-Chiao Lin (1916–2013)
- Charles Habib Malik (1906–1987)
- Harold Raymond Medina (1888–1990)
- Charles William Metz (1889–1975)
- George Peter Murdock (1897–1985)
- Allan Nevins (1890–1971)
- Filmer Stuart Cuckow Northrop (1893–1992)
- Egon Orowan (1902–1989)
- John Rodman Paul (1893–1971)
- William Prager (1903–1980)
- William McNear Rand (1886–1981)
- Abram Leon Sachar (1899–1993)
- Karl Patterson Schmidt (1890–1957)
- John Clark Sheehan (1915–1992)
- Henry Ernest Sigerist (1891–1957)
- Walter Terence Stace (1886–1967)
- Nathan Bill Talbot (1909–1994)
- Lily Ross Taylor (1886–1969)
- Charles Frederick Voegelin (1906–1986)
- Claude Wilson Wardlaw (1901–1985)
- Robert Penn Warren (1905–1989)
- Harold Christian Weber (1895–1984)
- George Frisbie Whicher (1889–1954)
- Leonard Dupee White (1891–1958)
- Walter Muir Whitehill (1905–1978)
- Carroll Milton Williams (1916–1991)
- Edgar Wind (1900–1971)
- Melville Lawrence Wolfrom (1900–1969)